# Bandera de Torrelameu
La bandera oficial de Torrelameu té la següent descripció:
Bandera apaïsada, de proporcions dos d'alt per tres de llarg, vermella, amb la torre torrejada groga, de porta i finestres vermelles, de l'escut, d'alçària 2/3 de la del drap i amplària 2/7 de la llargària del mateix drap, al centre, i amb les dues creus de Malta blanques de l'escut, cadascuna d'alçària 2/7 de la del drap, posades a 1/3 de la vora inferior, la primera a 1/9 de la vora de l'asta i la segona a la mateixa distància de la del vol.
Va ser aprovada el 10 d'abril de 2018 i publicada al DOGC el 13 d'abril del mateix any amb el número 7598